# Chrysorabdia
Chrysorabdia is een geslacht van vlinders van de familie spinneruilen (Erebidae), uit de onderfamilie Arctiinae.

## Soorten
- C. alpina Hampson, 1900
- C. aurantiaca Hampson, 1898
- C. bivitta Walker, 1856
- C. vilemani Hampson, 1911
- C. viridata Walker, 1894